# Kulturhaus Mestlin
Das Kulturhaus Mestlin im Landkreis Ludwigslust-Parchim wurde zwischen 1952 und 1957 errichtet. Das Kulturhaus am Marx-Engels-Platz 1 ist ein geschütztes Baudenkmal. Es hat hinter Rostock und Schwerin die drittgrößte Bühne Mecklenburgs.

## Geschichte

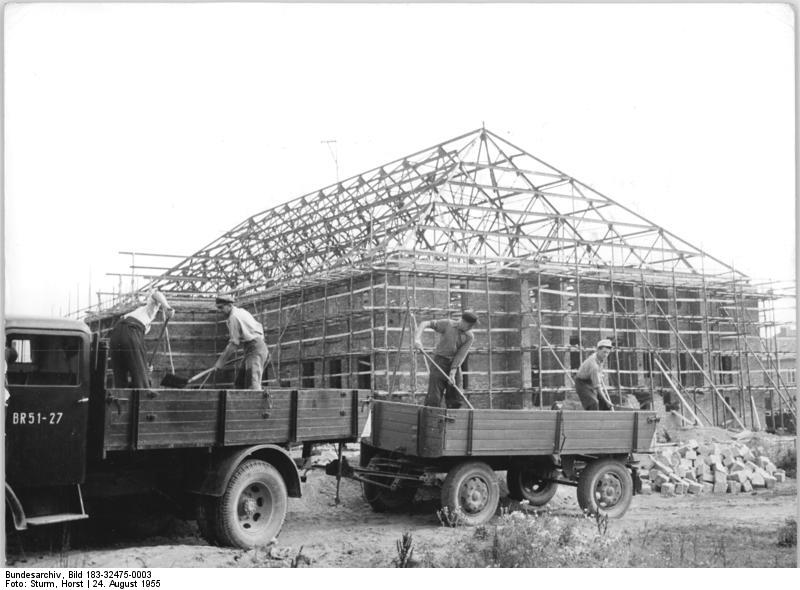
In Bau befindliches Kulturhaus (1955)

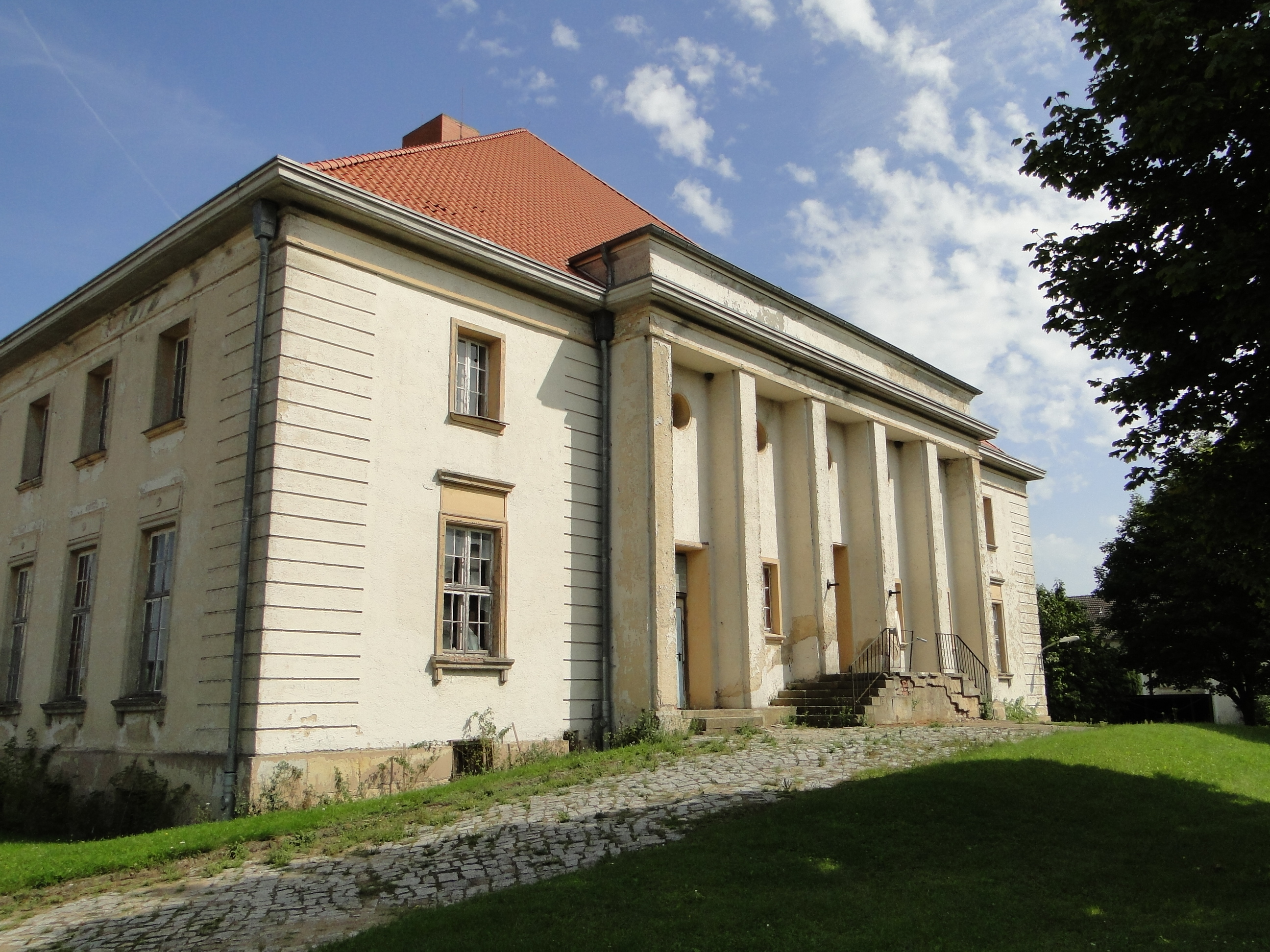
Seitenansicht des Kulturhauses Mestlin

Die Idee Kulturhaus geht zurück auf das vormalige Volkshaus. Es diente den Zusammenkünften der Arbeiterschaft, aber auch den Parteien, Vereinen und anderen Gruppierungen der Bevölkerung. Das DDR-Kulturhaus hingegen sah die Bildung und Erziehung, aber auch die Unterhaltung und Geselligkeit der Bevölkerung als vordergründige Aufgabe. Wie ernst die SED die Bauaufgabe Kulturhaus nahm, mag das Programm Zur Kulturarbeit auf dem Lande verdeutlichen, das sie 1949 als Beschlussvorlage in die Landtage einbrachte. 1953 waren 343 Maschinen-Ausleihstation-Kulturhäuser im Bau, davon 102 allein im heutigen Mecklenburg-Vorpommern.

### Entwicklung und Planung
Mestlin mit seinen damals 700 Einwohnern gehörte zu den ersten drei Orten in Mecklenburg und Vorpommern, die im Auftrag der Regierung der DDR zum Ausbau als sozialistisches Musterdorf bestimmt waren. Wohl die Nähe zur Kreisstadt Parchim und zur Bezirksstadt Schwerin mögen für Mestlin ausschlaggebend gewesen sein. Im Juli 1952 hatte dazu die II. Parteikonferenz der SED den Aufbau der Grundlagen des Sozialismus beschlossen. Eine wesentliche Rolle bei der einheitlichen Entwicklung und Planung der Kulturhausbauten spielte damals die Bauakademie mit ihrem Präsidenten Kurt Liebknecht, der von 1931 bis 1947 in der Sowjetunion lebte.
Als Gesamtkunstwerk des sozialistischen Realismus ist die Idealplanung des neuen Dorfzentrums von Mestlin im damaligen Landkreis Parchim zu verstehen. Um einen zentralen Platz gruppieren sich neben Wohnbauten ein Schulbau, eine Vorschuleinrichtung (Kinderkrippe und Kindergarten), Verkaufseinrichtungen mit Gaststätte, das Gebäude des Gemeinderates mit Post und Sparkasse sowie ein Landambulatorium als Gesundheitseinrichtung und ein Sportplatz. Den Mittelpunkt bildet jedoch das zwischen 1952 und 1957 nach Plänen der Schweriner Architekten Erich Bentrup, Günter Kawan und Heinrich Handorf erbaute Kulturhaus.
Der Bau vereint die progressiven Architekturauffassungen der DDR mit stilistischen Komponenten der Vorkriegsbauten.
Es wurde im Stile eines sozialistisch geprägten Neoklassizismus, auch sozialistischer Klassizismus oder Stalin-Barock genannt, als zweigeschossiger Putzbau mit Walmdach erbaut. Vier Portici prägen die Gestalt des Kulturhauses und kommunizieren mit den umliegenden Gebäuden. Mittels Dreieckgiebel ist der zum zentralen Platz gerichtete Portikus, der weit aus der Fassade hervortritt, als bedeutendster charakterisiert. Zwölf Fensterachsen und der Mittelrisalit mit einer Freitreppe gliedern die 57 Meter lange Hauptfassade. Die anderen drei Fassaden werden durch Portici zurückhaltender gestaltet. Vielfache Umbauten haben von der ursprünglichen Raumgliederung und der Ausstattung nur wenig hinterlassen. 
Für die künstlerische Ausgestaltung wurden u. a. Walter Zschunke (Entwurf von Bleiglasfenstern) und Vera Kopetz herangezogen. Deren großes Wandbild Früchte Mecklenburgs im Foyer blieb nicht erhalten. 
Die geplanten Baukosten von 1,2 Millionen Mark waren zu niedrig kalkuliert und wuchsen mit 3,5 Millionen Mark auf fast das Dreifache an. Dadurch zog sich auch die Fertigstellung vom geplanten Eröffnungstermin 30. Juni 1953 bis 1957 hin. Die feierliche Eröffnung fand dann am 19. Oktober 1957 statt. Restarbeiten dauerten noch bis 1959.

### Nutzung

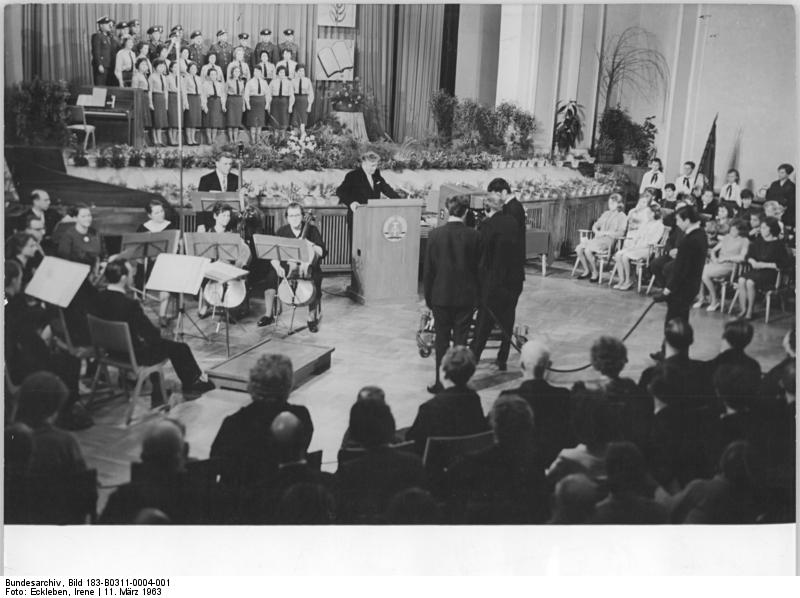
Festansprache Bernhard Quandt zur ersten Jugendweihe 1963 mit Chor der Volkspolizei Parchim und DDR-Fernsehen

Das Kulturhauses mit dem umliegenden Gebäudeensemble steht bereits seit 1977 unter Denkmalschutz und wurde wegen seiner Einmaligkeit 2011 als Denkmal von nationaler Bedeutung eingestuft. Bis zur politischen Wende 1989/90 war das Kulturhaus das kulturelle Zentrum der Gemeinde und der Region. Über 50.000 Personen pro Jahr besuchten die Veranstaltungen im Kulturhaus. Es gab Arbeitsgemeinschaften, Tanz- und Unterhaltungsveranstaltungen für alle Altersgruppen, Betriebsversammlungen, Lehrgänge, Konferenzen und Ausstellungen. Das modern ausgestattete Kulturhaus mit Gaststätte, Saal, Hörsaal und vielen Nebenräumen stand den Besuchern bis 1990 zur Verfügung. Nach dem Raumprogramm war auch dieser Bau auf den großen Saal mit beachtlicher Größe ausgerichtet, das Herzstück des Kulturhauses. Der Saal war sogar mit einer eigenen Bühne einschließlich Orchestergraben und einer Filmvorführanlage ausgestattet.
Nach der politischen Wende wurde es kurze Zeit als Großraumdiskothek genutzt und stand seit 1996 leer. Der letzte Betreiber hinterließ ein völlig verwahrlostes und ausgeräumtes Kulturhaus. Viele Einrichtungsgegenstände wurden entwendet oder zerstört.
Eine Bürgerinitiative und zwei Vereine renovierten in Zusammenarbeit mit der Gemeinde in den letzten Jahren Teile des Gebäudes. Es werden Ausstellungen und andere kulturelle Veranstaltungen organisiert. Der erste Förderverein, der von 1997 bis 2003 existierte, realisierte unter anderem die Dachsanierung im Jahr 2000 unter Zuhilfenahme von Denkmalschutzmitteln. Seit dem Juli 2008 nimmt sich der Verein Denkmal Kultur Mestlin e. V. des Erhalts des Kulturhauses und des umliegenden Gebäudeensembles an. 2010 pachtete der Förderverein das Kulturhaus und 2011 wurde es von der Bundesrepublik als „Denkmal von nationaler Bedeutung“ anerkannt. Am 13. November 2017 wurde der Verein Denkmal Kultur Mestlin e. V. für sein Engagement mit dem „Deutschen Preis für Denkmalschutz“ ausgezeichnet.

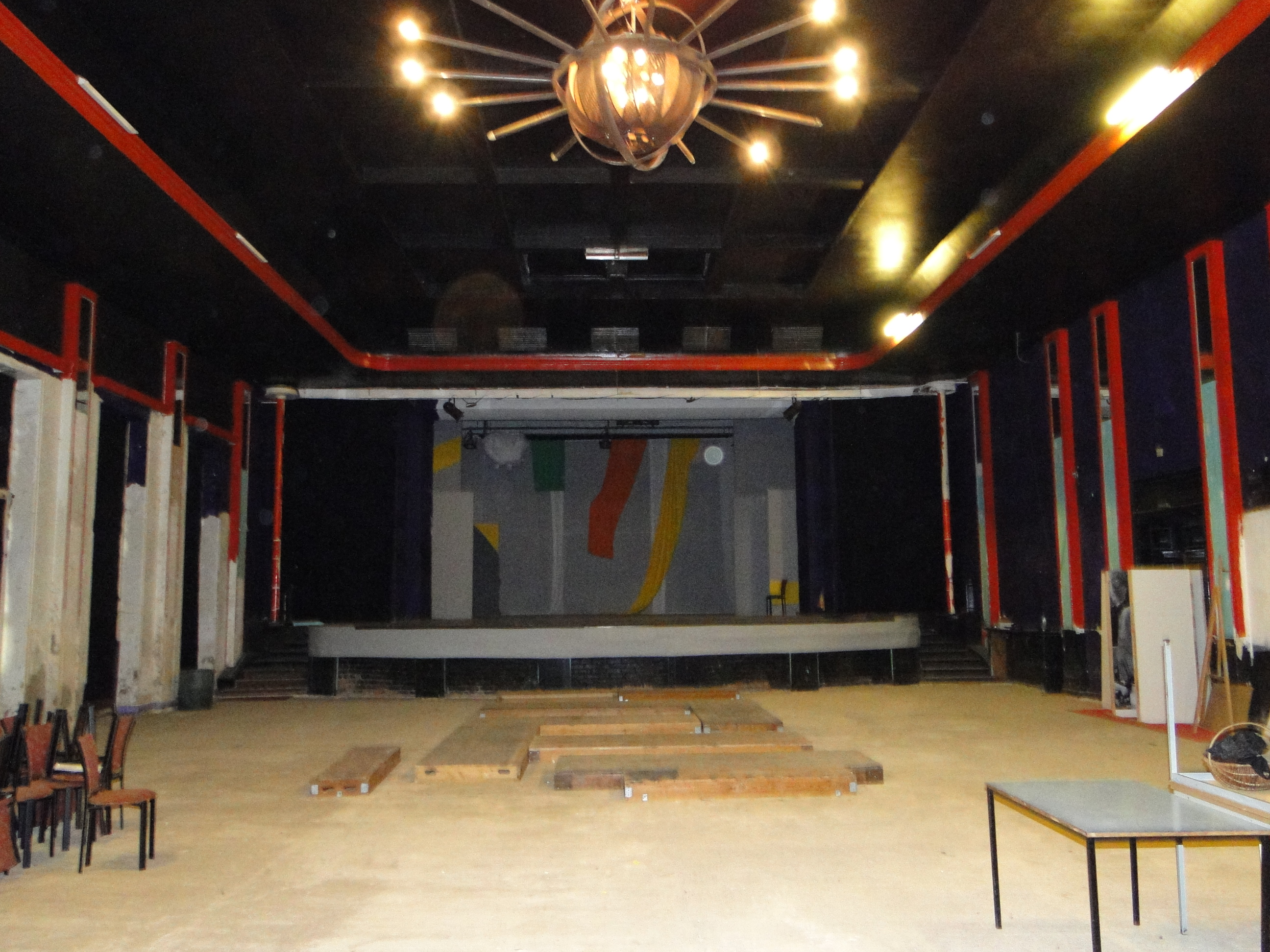
Großer Saal mit Gestaltung aus der Zeit der Nutzung als Diskothek
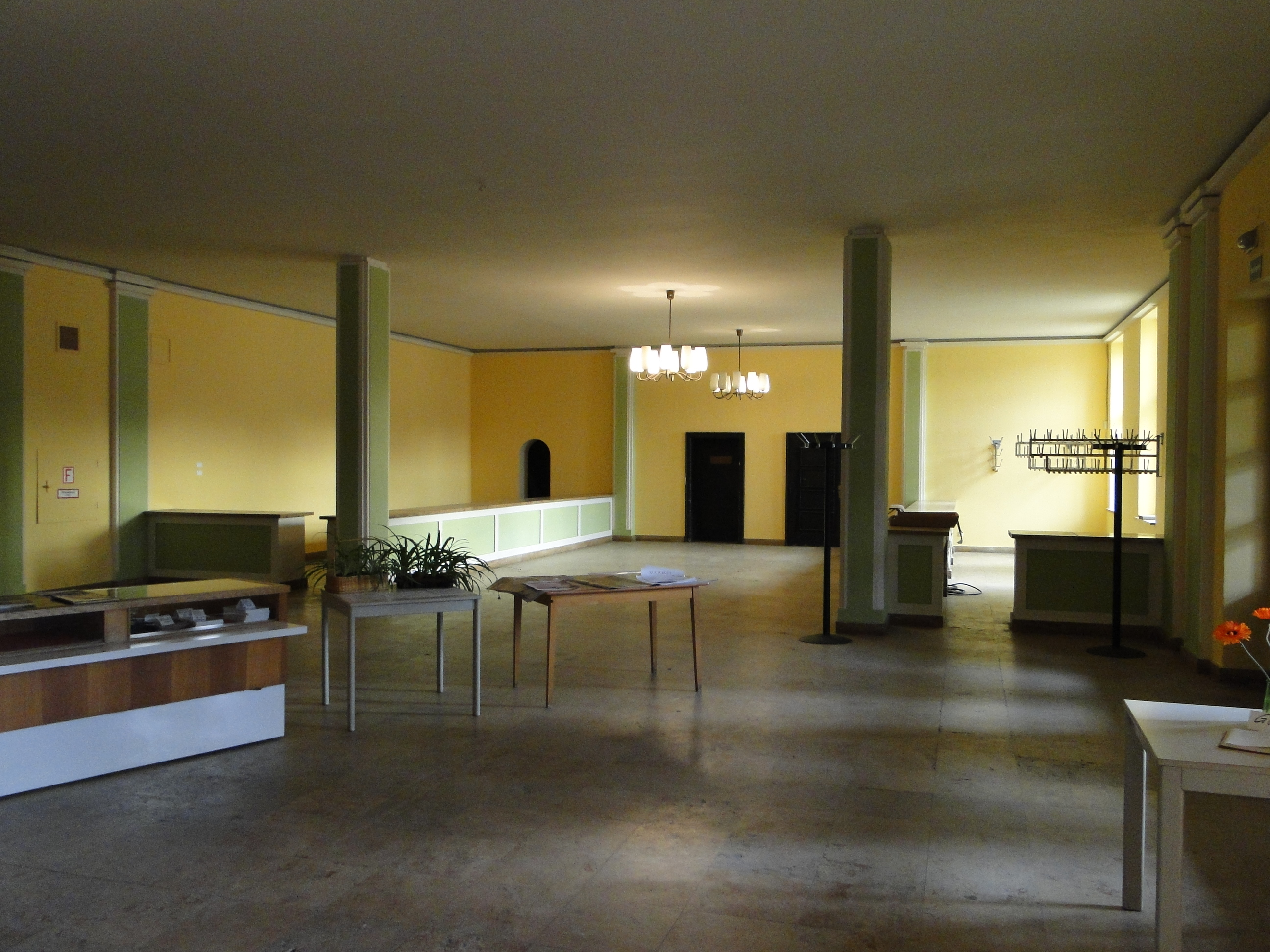
Foyer
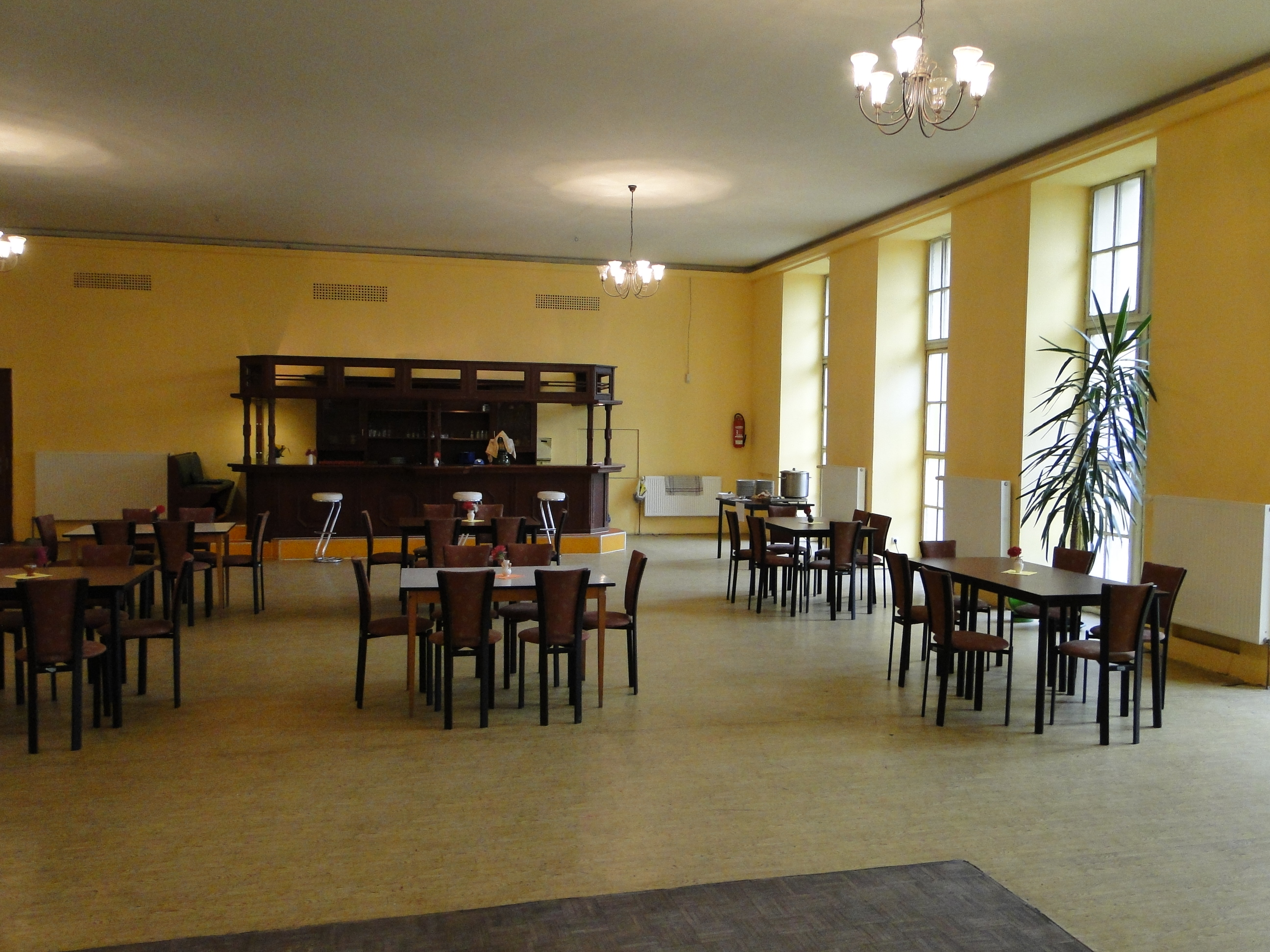
Ronovierter Kleiner Saal/Klubgaststätte (sogenannter „Gummisaal“)

### Coronazeit
Die COVID-19-Pandemie in Deutschland machte die geplanten Konzertveranstaltungen unmöglich. Den ersten Auftritt hatte das Quadro Nuevo am 13. August 2020. Am 4. September folgte das Deutsche Ärzteorchester. Organisatorisch vorbereitet vom 1. Geiger Gotthold Hiller (Plau am See) und dirigiert von Alexander Mottok (Hamburg), führte es die Hebriden-Ouvertüre, Mozarts Violinkonzert A-Dur (Solist: Petr Mateják, Berlin) und Beethovens 7. Sinfonie auf, ohne Pause und Zugabe, mit großem Beifall.